# Robert Gilbert
Robert Gilbert (* 29. September 1899 in Berlin; † 20. März 1978 in Minusio, Schweiz; eigentlich David Robert Winterfeld; Pseudonym: u. a. David Weber bzw. Rudolf Bertram) war ein deutsch-US-amerikanischer Textdichter, Lyriker, Komponist und Kabarettist. Sein Vorname wird deutsch ausgesprochen, sein Nachname französisch.

## Leben
Robert Gilberts Vater war der Kapellmeister und Operettenkomponist Max Winterfeld, der sich mit Künstlernamen Jean Gilbert nannte, seine Mutter Rosa geb. Wagner arbeitete als Modistin, und sein Bruder war der Kinder- und Jugendbuchautor Henry Winterfeld.
Beide Eltern sind in der Geburtsurkunde als „mosaischen Glaubens“ verzeichnet. Robert Gilbert nahm 1913 an einer Einsegnung teil, bei der es sich mutmaßlich um die Bar Mitzwa handelte. Beim Studium in Freiburg gab Gilbert an, evangelisch zu sein. Aus der Jüdischen Gemeinde Berlins trat er am 21. November 1929 aus. Nach Ansicht seiner Tochter Marianne sahen sich Gilbert und seine Frau als Atheisten.
Robert Gilbert wurde im letzten Jahr des Ersten Weltkriegs 1918 Soldat und kam in Kontakt zu den Spartakisten (Spartakusbund), die das politische Bewusstsein des 19-Jährigen weckten. Von 1919 bis 1921 studierte er u. a. Philosophie und Kunstgeschichte in Berlin und Freiburg im Breisgau und war aktiv an politischen Demonstrationen und an Wahlkämpfen beteiligt.
Er verfasste, zuerst noch zusammen mit seinem Vater, Operetten, Schwänke, Revuen und Schlager. Im Laufe seines Lebens schrieb er für rund 60 Operetten die Libretti, für rund 100 Tonfilme die Gesangstexte und komponierte als musikalischer Autodidakt zahlreiche Schlager mit eigenen Texten. Als er 24-jährig heiratete, schrieb er für den später als Frederick Loewe bekannt gewordenen Komponisten seinen ersten Schlagertext Kathrin, du hast die schönsten Beine von Berlin. Bald wurde Gilbert auch einer der begehrtesten Texter für die Musikfilme und Komponisten seiner Zeit. Ob nun für die Regisseure und Komponisten Frederick Loewe, Nico Dostal, Hermann Leopoldi, Friedrich Hollaender, Werner Richard Heymann, Fred Raymond, Robert Stolz, Ralph Benatzky und Erik Charell oder für die Schauspieler Lilian Harvey, Willy Fritsch, Heinz Rühmann, Paul Hörbiger, Zarah Leander und Willi Forst, stets waren seine Lieder erfolgreich.
Außerdem verfasste er politische Couplets, wie Die Ballade vom Nigger Jim für Hanns Eisler. Zusammen mit Eisler arbeitete er unter dem Pseudonym David Weber an Arbeiterkampfliedern (Auf den Straßen zu singen, Stempellied, Ballade von der Krüppelgarde, Das Lied eines Arbeitslosen), die auch Ernst Busch in sein Repertoire aufnahm, sowie an einer Oper über die Arbeitslosigkeit 150 Mark. 1929 waren Gilbert und Eisler beim Musikfest der Internationalen Gesellschaft für Neue Musik (IGNM) in Baden-Baden mit der Rundfunkkantate Tempo der Zeit vertreten.
Gilbert stand der KPD zumindest nahe, stellte sich aber in den innerparteilichen Auseinandersetzungen auf die Seite der oppositionellen KPD-O bzw. der „Versöhnler“, die er auch finanziell unterstützte.
1931 wurde in Berlin seine Tochter Marianne geboren. Gilbert hatte seiner Frau vor der Geburt immer erklärt, dass er sie verlassen würde, wenn sie ein Kind bekäme. Etwa ein Jahr nach der Geburt verschwand er „zum Zigarettenholen“ aus der gemeinsamen Wohnung und blieb weg. Vier Jahre später kehrte er zu seiner Frau Elisabeth, genannt Elke, und seiner Tochter zurück. Da befanden sie sich schon im Exil.
In der Zeit seiner größten Erfolge wurde er nach der „Machtergreifung“ als Jude im Sinne der nationalsozialistischen Gesetze verfemt und musste wegen der antisemitischen und rassistischen Politik Deutschlands emigrieren. Erste Station seines Exils war Wien, wo er unter Pseudonym noch Texte für Robert Stolz und andere schrieb. Er nannte sich selbst daher „Tarner-Brother“. In den Exil-Blättern Neue Deutsche Blätter und Neue Weltbühne schrieb er unter dem Pseudonym Ohle Gedichte, die teilweise Agitprop-Charakter hatten. Nach dem „Anschluss“ Österreichs 1938 musste er auch dort das Land verlassen und ging nach Paris. Am 25. März 1939 verließ er mit seiner Familie in Cherbourg Frankreich, um in die USA zu fliehen.
Das Leben der Familie im Exil in New York wird in einem Buch von Marianne Gilbert Finnegan beschrieben. Insbesondere die Darstellungen der Berliner, Wiener und Pariser Zeit Robert Gilberts in diesem Buch der Tochter basieren nach deren eigener Darstellung auf den in ihrer Kindheit gehörten Familiengeschichten. Sie haben sich als eher unzuverlässig erwiesen. In den USA schrieb Gilbert auch einen Band politischer Lyrik mit dem Titel Meine Reime deine Reime. Berliner, Wiener und andere Gedichte. Eine Reihe dieser Gedichte wurde in den in Deutschland erscheinenden Gedichtbänden erneut publiziert. 1944 nahm Gilbert die US-amerikanische Staatsbürgerschaft an.
1949 kam Gilbert nach Europa zurück, lebte zunächst in Zürich und in München. Er konnte beruflich fast nahtlos an seine Erfolge vor der Emigration anknüpfen, beispielsweise mit Liedtexten für das Stück Feuerwerk und darin dem Erfolgstitel Oh mein Papa. Zugleich komponierte und dichtete er für das Münchner Kabarett Die Kleine Freiheit, für das auch Erich Kästner tätig war. Die stalinistische KPD sah Gilbert in seinen Texten nicht als erstrebenswerte Opposition an.
Ab Ende der 50er Jahre machte sich Gilbert seine englischen Sprachkenntnisse zunutze und verdiente sich seinen Lebensunterhalt zu einem großen Teil als Übersetzer von insgesamt 20 US-amerikanischen Musicals, darunter My Fair Lady, Oklahoma!, Hello, Dolly!, Cabaret und Annie Get Your Gun. 1961 kam Gilberts Schlager Am Sonntag will mein Süßer mit mir segeln gehn – 30 Jahre nach seiner Entstehung – als Musik in einem Schlagerfilm in die Hitparaden. Inzwischen hatte er endgültig seine Frau Elke verlassen. Beide arbeiteten auch nach der Trennung zeitweilig gemeinsam an Übersetzungen.
1954 wurde Gilbert wieder deutscher Staatsbürger und übersiedelte in den Schweizer Kanton Tessin. Im selben Jahr heiratete er seine zweite Frau Gisela Scholz, mit der er einen Sohn hatte: Stephan (geb. 14. September 1955, gest. 31. August 1989). Gilbert war seit seiner Jugend mit Heinrich Blücher und seit 1938 auch mit dessen späterer Ehefrau, der Philosophin Hannah Arendt, befreundet. Er starb im Alter von 78 Jahren in seinem Haus in Minusio.

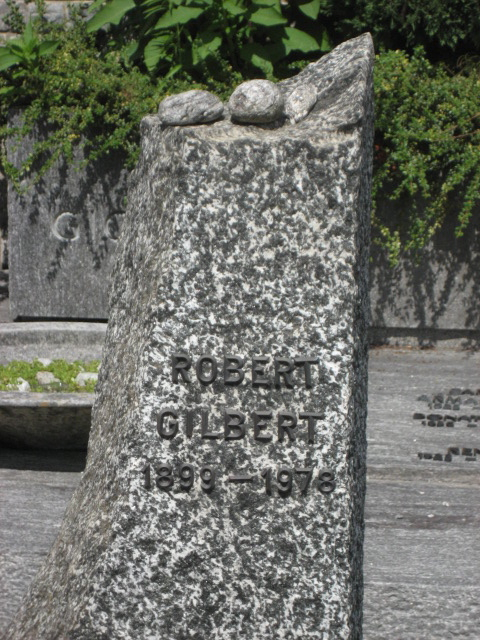
Grab Robert Gilberts in Minusio

## Werke (Auswahl)

### Schlagertexte, Libretti und Kompositionen (Auswahl)
- Kathrin, du hast die schönsten Beine von Berlin.  1924. (Gilberts erster Schlager)
- Das ist die Liebe der Matrosen. Ein Schlager aus der Filmoperette Bomben auf Monte Carlo. Musik von Werner Richard Heymann. Uraufführung 1931. Repertoire der Comedian Harmonists
- Das gibt’s nur einmal, das kommt nicht wieder, aus dem Film Der Kongress tanzt. Musik von Werner Richard Heymann, Uraufführung 1931
- Ballade von der Krüppelgarde. Musik von Hanns Eisler, Uraufführung Ernst Busch. 1930. (Lied über die Kriegsversehrten des Ersten Weltkriegs)
- Es grünt so grün, wenn Spaniens Blüten blühen.
- Am Sonntag will mein Süßer mit mir segeln geh’n. Musik Anton Profes, 1929. Hier eine Version von Dajos Béla aus dem Jahr 1929.
- Ich hab kein Auto, ich hab kein Rittergut. Schlager, 1929.
- Ich steh mit Ruth gut. Schlager, Uraufführung 1928 durch Die Abels
- Irgendwo auf der Welt, Musik von Werner Richard Heymann
- Annemarie. Operette, Liedtexte Robert Gilbert, Melodien u. a. Gilberts Vater Jean Gilbert 1925
- Durch Berlin fließt immer noch die Spree. Schlager aus der Operette Annemarie, 1925
- Lene, Lotte, Liese – Josefines Töchter. Volksstück, mit Vater Jean Gilbert, 1926
- Die leichte Isabell. Operette, 1926
- Pit-Pit. Burleske Operette, 1927
- Äffchen. Operette 1928
- Prosit Gipsy. Musikalisches Lustspiel, 1929
- Im weißen Rößl, Singspiel, Musik von Ralph Benatzky; musikalische Einlagen von Robert Gilbert, Bruno Granichstaedten, Robert Stolz und Hans Frankowski; Libretto vom Komponisten zusammen mit Hans Müller-Einigen und Erik Charell, nach Oskar Blumenthal und Gustav Kadelburg, 1930; daraus:
  - Was kann der Sigismund dafür, daß er so schön ist, (komponiert von Robert Gilbert)
  - Im Salzkammergut, da kamma gut lustig sein, (Musik: Benatzky)
  - Es muss was Wunderbares sein, von dir geliebt zu werden, (Musik: Benatzky)
  - Die ganze Welt ist himmelblau. Schlager, Musik: Robert Stolz, Uraufführung 1930
- Die Texte zu den Liedern in dem Film Die Drei von der Tankstelle. Uraufführung 1930, Regie Wilhelm Thiele, Produktion Erich Pommer. Insbesondere folgende Titel:
  - Ein Freund, ein guter Freund. Gesungen von den Comedian Harmonists
  - Hallo, Du süße Frau, fahr’ nicht allein.
  - Liebling, mein Herz lässt Dich grüßen.
- Die Texte zu den Liedern in dem Film Mädchen zum Heiraten (Musik von Michael Krasznay-Krausz), 1931/32, Regie Wilhelm Thiele, Produktion Hermann Fellner und Josef Somló.
- Text zum Lied Hoppla, jetzt komm’ ich aus dem Film Der Sieger von 1932 (Melodie von Werner Richard Heymann, gesungen von Hans Albers)
- Texte zu den Liedern So ein Mädel vergißt man nicht, Man hat's nicht leicht und Jede Nacht brennt mein Herz aus dem Film So ein Mädel vergißt man nicht, 1933. (Musik: Ralph Erwin)
- Hopsa. (Operette) – Gesangstexte zur Musik von Paul Burkhard, Werk im Exil erschienen und in Zürich 1935 uraufgeführt, Texte von Paul Baudisch. Robert Gilbert und A.L. Robinson
- Feuerwerk. Gesangstexte zur Musik von Paul Burkhard, 1950 (siehe auch O mein Papa, gesungen von Lys Assia)
- Das Lied vom einsamen Mädchen. Filmmusik, 1952
- Das weiße Abenteuer. Filmmusik, 1952
- Strammer Junge angekommen. Schwank mit Musik, 1953
- Katharina Knie. Musical-Version des gleichnamigen Seiltänzerstücks von Carl Zuckmayer (einschließlich Gesangstexten, 1957)
- Meckern ist wichtig, nett sein kann jeder – Songs, Schlager und Chansons einer unruhigen Zeit auf den Leib geschrieben. Herausgegeben mit einer Einleitung und Kommentaren von Volker Kühn und der Akademie der Künste Berlin. Duophon Records 2010. Edition Berliner Musenkinder (LC 12000). Rezension von Tom Schröder 2011.[12]

### Buchveröffentlichungen (Auswahl)
- Meine Reime deine Reime. Berliner, Wiener und andere Gedichte. Gedichte. Peter Thomas Fisher, New York 1946.
- Die Stimme des Mörders. Die Geschichte eines Verbrechens. Kriminalroman. Ibis Verlag u. a., Linz 1947. (verfilmt als Die Stimme des Anderen, 1952)
- Meckern ist wichtig – nett sein kann jeder. Blanvalet, Berlin 1950. (Neuauflage: arani, Berlin 1982, ISBN 3-7605-8560-4)
- Vorsicht! Gedichte. Vier lyrische Sektoren. Blanvalet, Berlin 1951.
- Im Weissen Rössl – Roman von Verliebten und anderen seltsamen Leuten. Blanvalet, Berlin 1953.
- Frischer Wind aus der Mottenkiste. Blanvalet, Berlin 1960.
- Odyssee von der Spree. 1967.
- Durch Berlin fließt immer noch die Spree. Blanvalet, Berlin-Wannsee 1971, ISBN 3-7645-2555-X.
- Mich hat kein Esel im Galopp verloren – Gedichte aus Zeit und Unzeit. Mit Nachwort v. Hannah Arendt. Piper, München 1972.